# LUY
LUY（ルイ、12月21日 - ）は、東京都町田市出身の女優、モデル。

## 人物
- 趣味は弾語り。作詞等。
- 座右の銘は「Rockに生きなきゃRockは歌えねぇ」
- 3次元にいながら2次元要素を持つ【2.5次元役者】
- ストロベリーとDeathグッズとアニメを愛する中二病患者。  ...暗闇の苦手な闇属性。
- ペットはヴァンピレス・ゴードサッカー・サーバンド（愛称　ヴァンちゃん）

　　（顔そっくりのペットです）

## 出演

### 映画
- 「名前のない女たち」(監督：佐藤寿保)　 2010年
- 「私の悲しみ」(監督：堀内博志)第12回TAMA NEW WAVE2011 グランプリ&女優賞 W受賞作品　2012年
- 「任侠ヘルパー」（監督：西谷弘）　2012年
- 「骸　－MUKURO－」（監督・脚本：佐々木勝己）百合子役　2015年

### ＴＶ
- テレビ東京　『牙狼 ≪GARO≫ ～魔戒烈伝～』　第7話「転校生」ラー役

### 舞台
（2010年）
- 「浅草あちゃらか」（演出：藏信貴）マリエ役

（2011年）
- 「新宿トワイライト」（演出：江田真純）ミユキ役　※2011年3月12日・13日公演
- 円盤ライダープロデュース「仕込んでいこう！」（演出：キタムラトシヒロ×円盤ライダー）　※2011年9月6日〜11日公演
- 時代劇舞台「会津の空に残した月影」（演出：田井宏明）（中野竹子役）

（2013年）
- 【空×庭×劇】～a-DUCK～の第二弾公演「ノンフィクションストーリー　Vol 01 花×実緒×芯」（脚本•演出：田中佐季）
- 「7丁目16番地 ゆめ屋～ROCKの巻～」（脚本•演出：多田明日香）
- 「男郎華～おとこえし～」（脚本•演出：藤崎美貴）
- team Genius bibi 2nd Act「ブリキの茶袱台」(作•演出 榎本 琥璃夢)

（2014年）
- 劇団熱血天使「興す人々～奇跡の青春～」(作 水谷暖人•演出 高橋祐介)
- 劇団 居酒屋ベースボール「狐雨の花嫁」(作•演出 えのもと ぐりむ)
- Marmo pets vol.Ⅳ　『Taboo』（作　藤崎美貴・演出　高橋祐介）

（2015年)
- オムニバスLIVE『Marmo Syndicate　ぷらす』　9/10〜12　六本木　タイクーン

- ﾕｰｷｰｽ・ｴﾝﾀﾃｲﾒﾝﾄ　第18回公演　ミュージカル『バックホーム』　9/29〜10/4　下北沢小劇場

（2016年）
- ｲﾝﾗﾝﾄｼｰ 第４回プロデュース公演 『拝啓、あなたはボーカロイドを知っていますか?』　10/14～16　新宿シアターモリエール

（2017年）
- P-５+高橋ゆーすけ　『ignition』　1/11〜16　池袋シアターグリーンBASE THEATER

- P-５+高橋ゆーすけ　『ignition』　4/13〜16　名古屋ナンジャーレ

（2018年）
- 劇団C２ 『Re:BIRTH』　1/31〜2/4　池袋シアターグリーンBIG TREE THEATER　田丸のぞみ役

### ライブ（ショートオムニバス）
（2016年）
- オムニバスLIVE『Marmo Syndicate　ぷらす』　      4/8〜9　        新宿御苑ROSS
- オムニバスLIVE『Marmo Syndicate　ぷらす』東京stage　   7/28〜30　 新宿御苑ROS
- オムニバスLIVE『Marmo Syndicate　ぷらす』名古屋stage　8/27〜28　 Curry Cafe＆MUSIC BAR TOYS

- オムニバスLIVE『Marmo Syndicate　みに』　          9/17〜19　    神田 Space CUBE

（2017年）
- 『MANIAX』Sounds Familia 0X　                           3/24〜26　   神田 Space CUBE
- 『MANIAX』Sounds Familia 1X~Odd Love Story~　6/22～25　   神田 Space CUBE
- 『MANIAX』Sounds Familia 2X~Promising Cage~　10/12～15　 神田 Space CUBE

（2018年）
- 『MANIAX』Unusual Love Story ～SP0x～　　　　　　4/12〜15　 神田 Space CUBE
- 『MANIAX』Unusual Love Story ～SP0x～　追加公演　4/30　　　  赤坂CHANCEシアター
- 『MANIAX』Unusual Love Story ～SP0x～　追加公演　5/6　　　　 神田 Space CUBE
- あるかなⅠ 『起承転落×喜怒哀欠』 　　　　　　　　　 9/4〜9　     @ステージカフェ 下北沢亭
- あるかなⅡ 『起承転落×喜怒哀欠』　　　　　　　　　 11/7～11 　  ＠ステージカフェ 下北沢亭
- 『MANIAX』dist ～SF2.5x～　　　       　　　　　　　12/14～16    ＠ステージカフェ 下北沢亭

（2019年)
- 『MANIAX』Collaptthree ～SF3x～　　　　　　 　　　2/13～17  　 ＠ステージカフェ 下北沢亭
- あるからⅢ 『起承転落×喜怒哀欠』　　　　 　　　　　 3/20～24      ＠ステージカフェ 下北沢亭
- 『MANIAX』rear side 　長耳と甲羅 ～SFR0x～　　　　 7/10～14　　＠ステージカフェ 下北沢亭
- あるから2.8 『起承転落×喜怒哀欠』Special edition　　  7/15～16      ＠ステージカフェ 下北沢亭
- 『MANIAX』front side   長耳と甲羅 ～SFR0x～　　　　 7/17～21　　＠ステージカフェ 下北沢亭

※MANIAXとあるかなⅹは2週間休みなしの公演で出演者が毎日千秋楽というスケジュールで対応する。
☆あるかなⅣ　は延期となりました。
（2020年）
- 『MANIA』ふぃっくすな亀 ～SFR1ⅹ～　　　　　　　　1/15～19　　＠ステージカフェ 下北沢亭

（2021年）
- ⅢCARD READEING 『10年想って告白したのにいとも簡単にフラれました』　7/15～18　　＠ステージカフェ 下北沢亭

☆ⅢCARD READEING　『タビビト』　は延期となった

### CD
- 2020年11月1日　『Empty sKy』を発売

### CM
- JCB EX出演
- ロイヤルホストOL篇（2010.12.22〜）
- CS局FOXチャンネルCM（※昼間ドラマ番組宣伝30秒CM）
- ユーキャン（ユーキャン合唱団篇） EX出演

### PV
- Hilcrhyme「ルーズリーフ」　EX出演
- 「WORLD ORDER」CD付属DVD　（BOY MEETS GIRL）
- Squall　1st Full Album【thROB not thEND】「はじまりの詩」

### WEB
- Levi's「2009 Fall&Winter COLLECTION」
- PEPSI NEX　WEB SITE (SNAP)
- ニコニコ生放送『ボカレボチャンネル』MC
- ニコニコ生放送『PLAY'S　ACT』
- FRESH TV！『ヴァンパイアさまとゴリラくんZ』ペットのヴァンちゃんがMC

## 最近の活動（2021年）
- 8月 SHOWROOM LUY1か月毎日 放送にチャレンジ中　→8/16～22 イベントに参加予定